# Tinodes bihan
Tinodes bihan is een schietmot uit de familie Psychomyiidae. De soort komt voor in het Oriëntaals gebied.